# Lophiraceae
Lophiraceae is een botanische naam, voor een familie van tweezaadlobbige planten. Een familie onder deze naam wordt zo af en toe erkend door systemen voor plantentaxonomie, maar indertijd wel in het systeem van De Candolle, alwaar ze deel uitmaakte van de Thalamiflorae.
Bij Takhtajan is het een familie van twee soorten. Meestal echter worden de betreffende planten ingedeeld in de familie Ochnaceae.